# Bogusław Biberstein Błoński
Bogusław Biberstein Błoński z Błoni, herbu Bibersztein (zm. 1765) – cześnik kamieniecki, podstoli sanocki 1746, podczaszy 1750, stolnik w 1758 roku; z tego ostatniego urzędu zrezygnował w 1762 r. i został kasztelanem sanockim między 1762 a 1764 r. Był również marszałkiem sądów kapturowych sanockich, sędzia kapturowy ziemi sanockiej w 1764 roku.

## Życiorys
W XVII stuleciu rodzina Błońskich posiadała Błonie, Kazimierzę Małą, Luboczę, Lubień i Lubinkę, a także Łukianowice k. Wojnicza, Borowę, Dzierżenin, Podbrzeże, Janowice, Faściszowę, Wróblewice i Lucławice.
Bogusław Biberstein Błoński ożenił się z Pelczanką. Miał syna Józefa Błońskiego – chorążego sanockiego, który poślubił Lewicką – kasztelankę inflancką.